# Kazi Aranka
Kazi Aranka (Kispest, 1933. szeptember 21. – Budapest, 1972. április 18.) magyar középtávfutó. Az első magyar női futó világcsúcstartó.

## Pályafutása
A Kazi női trió tagja. Testvérei Kazi Olga és Kazi Valéria atléták, középtávfutók. 1950-től a Szolnoki MÁV, a Budapesti Lokomotív, a Budapesti Törekvés, majd 1961-ig a BVSC közép- és hosszútávfutója volt. 1954. május 29-én Budapesten futotta a világcsúcsot 880 yardon, majd Tatán június 21-én a világ legjobbját elérő 3 × 880 yardos váltó sikeréhez is jelentősen hozzájárult.   
Nemzetközi versenyeken elért legjobb eredménye az 1954-es berni Európa-bajnokságon volt. Országos bajnokságot nyert 800 m-en, 400 m-en és mezei versenyen. Emlékezetes a stockholmi svéd–magyar verseny. Fantasztikus új magyar csúcsot ért el, alig maradva el a fennálló világcsúcstól. A közönség nagy tapssal köszönte meg. Másnap  „A fehér futó istennő”  címmel jelent meg tudósítás az újságokban.  

## Eredményei
- 1954 – világcsúcs a 880 yardos síkfutás 2 p 11,6 mp.
- 1954 – világcsúcs a 3 × 880 yardos váltó 6 perc 36.2 mp.
- 1954 – Európa-bajnokság 800 m-es síkfutásban 2 p 11,9 mp., 4. hely.
- 1954–1961 13-szoros magyar bajnok.
- 1955–1956 3-szoros magyar váltóbajnok.
- 1953–1959 13-szoros magyar csúcstartó.
- 1951–1960 29-szeres magyar válogatott.

## Galéria

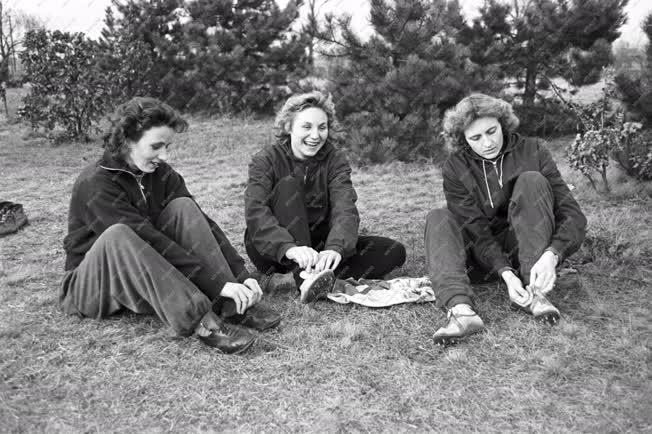
Felkészülés a stockholmi Európa-bajnokságra
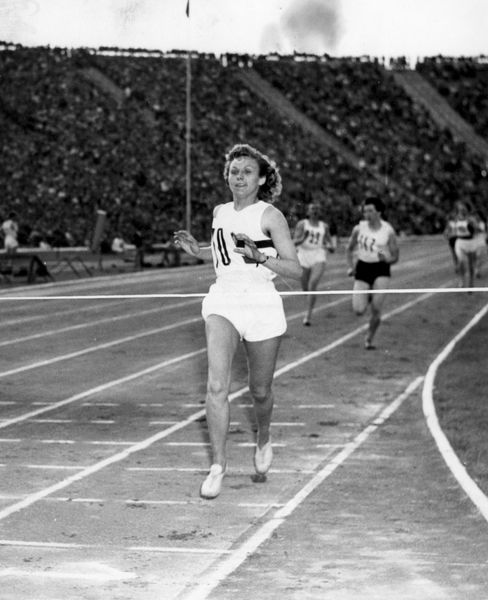
Célba érkezés